# SP-252
A SP-252 é uma rodovia radial do estado de São Paulo, administrada pelo Departamento de Estradas de Rodagem do Estado de São Paulo (DER-SP).

## Denominações
Recebe as seguintes denominações em seu trajeto:
Nome:	José Rodrigues do Espírito Santo, Rodovia
- De - até:	Guapiara - Ribeirão Branco
- Legislação:	LEI 7.118 DE 30/04/91

## Descrição
Principais pontos de passagem: SP 250 (Guapiara) - Ribeirão Branco

## Características

### Extensão
- Km Inicial: 0,000
- Km Final: 30,430

### Localidades atendidas
- Guapiara
- Ribeirão Branco